# Sośnica (Woźniki)
Sośnica (niem. Soßnitz) – część miasta Woźniki, położona w województwie śląskim, w powiecie lublinieckim. Miejscowość przynależy do sołectwa Dyrdy.

## Nazwa
Nazwa wywodzi się od polskiej nazwy drzewa  - sosny. Heinrich Adamy zaliczył ją do grupy miejscowości, których nazwy wywodzą się "von sosna = Kiefer (pinus silvestris)". W swoim dziele o nazwach miejscowych na Śląsku wydanym w 1888 roku we Wrocławiu wymienia jako najwcześniejszą zanotowaną nazwę wsi w polskiej formie Sosnica podając jej znaczenie "Kieferdorf" - "Wieś sosny, sosnowa wieś". Niemcy początkowo zgermanizowali nazwę na Sosnitz, a później na Soßnitz w wyniku czego utraciła ona swoje pierwotne znaczenie. Niekiedy spotyka się formę Sośnice.

## Historia administracyjna
Do 1945 część gminy jednostkowej Zielona. 1 grudnia 1945 w składzie wiejskiej zbiorowej gminy Kalety w powiecie lublinieckim w województwie śląskim. 1 stycznia 1951 w związku z nadaniem gminie Kalety statusu miasta stała się obszarem miejskim miasta Kalety. 5 października 1954, w związku z reformą administracyjną Polski, wyłączona z Kalet, stając się ponownie obszarem wiejskim w składzie nowo utworzonej gromady Miotek. Tam przetrwały w latach 1954–1972. 1 stycznia 1973, w związku z kolejną reformą gminną, całe sołectwo Dyrdy (obejmujące Dyrdy i Sośnicę) włączono do miasta Woźniki.